# Solenopsis delta
Solenopsis delta is een mierensoort uit de onderfamilie Myrmicinae.